# Drymochares
Drymochares is een kevergeslacht uit de familie van de boktorren (Cerambycidae). De wetenschappelijke naam van het geslacht werd voor het eerst geldig gepubliceerd in 1847 door Mulsant.

## Soorten
Drymochares omvat de volgende soorten:
- Drymochares cavazzutii Sama & Rapuzzi, 1993
- Drymochares cylindraceus (Fairmaire, 1849)
- Drymochares starcki Ganglbauer, 1888
- Drymochares truquii Mulsant, 1847